# 布爾格 (路易斯安那州)
布爾格（英語：Bourg）是位於美國路易斯安那州泰勒博恩堂區的一個普查規定居民點。

## 人口
根據2020年美國人口普查的數據，布爾格的面積為14.87平方千米，當中陸地面積為14.62平方千米，而水域面積為0.25平方千米。當地共有人口2375人，而人口密度為每平方千米159.72人。